# Harold Ramis
Harold Ramis (21. listopadu 1944, Chicago – 24. února 2014, Chicago) byl americký scenárista, režisér, producent, herec a komik. Jeho nejznámější rolí byl dr. Egon Spengler v obou dílech komedie Krotitelé duchů, k těmto filmům napsal i scénář.

## Osobní život
Vystudoval Washington University v St. Louis ve státě Missouri.
Byl dvakrát ženatý, poprvé s Anne Plotkin, svatba se konala 2. července 1967, vztah skončil rozvodem 27. března 1984, měli spolu 1 dítě, dceru Violet (1977). Druhé manželství s Ericou Mannovu trvalo od 7. května 1989, skončilo jeho smrtí. Ze vztahu se narodily 2 děti - synové Julian Arthur (1990) a Daniel Hayes (1994).

## Filmografie

### Herecká
- 2009 Rok jedna
- 2007 Zbouchnutá
- 2006 Poslední polibek
- 2002
  - Chodím s Lucy
  - Orange County
- 2000 Všechny moje lásky
- 1997 Lepší už to nebude
- 1994
  - Milostná aféra
  - Rockeři
- 1993 Na Hromnice o den více
- 1989 Krotitelé duchů 2
- 1988 Návrat do rodného města
- 1987 Baby Boom
- 1984 Krotitelé duchů
- 1983 Bláznivá dovolená
- 1981
  - Heavy Metal
  - Lampasy

### Scenáristická
- 2002 Přeber si to znovu
- 2000 Smlouva s ďáblem
- 1999 Přeber si to
- 1993 Na Hromnice o den více
- 1989 Krotitelé duchů 2
- 1988 Caddyshack 2
- 1986
  - Klub ráj
  - Návrat do školy
  - Ozbrojení a nebezpeční
- 1984 Krotitelé duchů
- 1981 Lampasy
- 1980 Caddyshack
- 1979 Nemotorové
- 1978 Zvěřinec časopisu National Lampoon

### Režijní
- 2009 Rok jedna
- 2005 Ledová sklizeň
- 2002 Přeber si to znovu
- 2000 Smlouva s ďáblem
- 1999 Přeber si to
- 1996 Jako vejce vejci
- 1995 Stuart Saves His Family
- 1993 Na Hromnice o den více
- 1986 Klub ráj
- 1983 Bláznivá dovolená
- 1980 Caddyshack